# Neuvième Fort

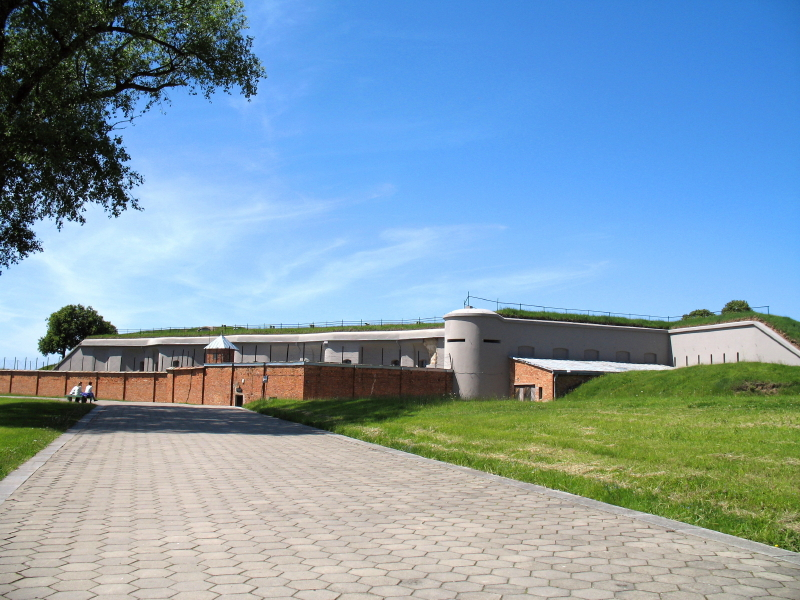
Le Neuvième Fort reconstruit

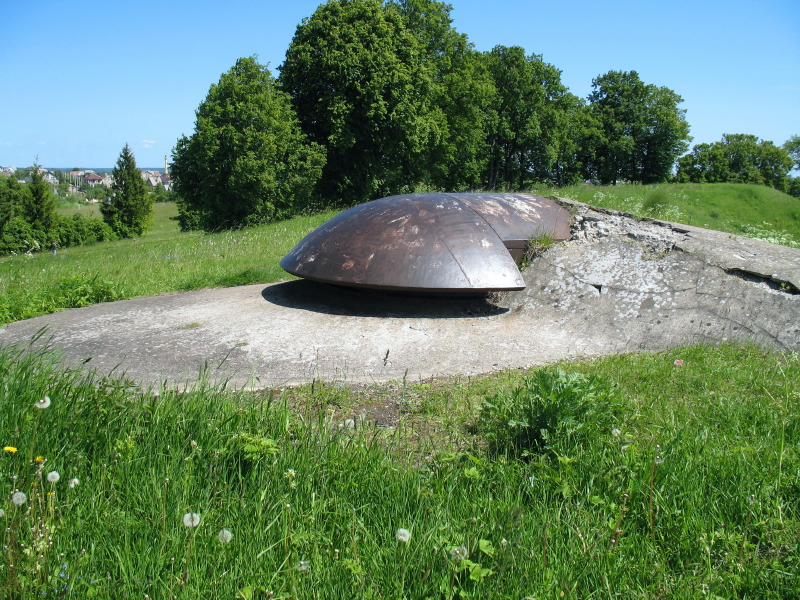
Batteries du Neuvième Fort

Le Neuvième Fort est un élément de la place forte de Kaunas, situé dans le district communal (Seniūnija) de Šilainiai dans le nord de l'agglomération, en Lituanie. Il est construit à la fin du XIXe et au début du XXe siècle. Les Soviétiques l'utilisèrent comme prison et station de transit pour les prisonniers envoyés au Goulag. Lorsque les nazis occupèrent la région, ils l'utilisèrent pour l’exécution des Juifs et d'autres condamnés.

## Histoire
À la fin du XIXe siècle la fortification de la ville de Kaunas fut entreprise, et en 1890 la ville était ceinte de huit forts et neuf batteries. La construction du Neuvième fort commença en 1902 et fut achevée à la veille de la Première Guerre mondiale. À partir de 1924 le fort fut utilisé comme prison de Kaunas.
Durant la première occupation soviétique (1940-1941), le fort fut utilisé par le NKVD pour l'internement des prisonniers politiques en route pour les camps du Goulag de Sibérie.
Durant l'occupation nazie, il fut le théâtre de massacres. Au moins 5 000 Juifs lituaniens de Kaunas (pour la plupart originaires du ghetto de la ville) furent transférés et tués au fort. Le massacre le plus notable s'est déroulé le 29 octobre 1941, pendant lequel plus de 9 000 Juifs sont assassinés par les nazis et leurs collaborateurs locaux. D'autres Juifs venant de France, d'Autriche et d'Allemagne y furent aussi acheminés et exécutés. En 1944, alors que les Soviétiques progressaient, les Allemands liquidèrent le ghetto et le fort. Les prisonniers furent dispersés vers d'autres camps. Après la Seconde Guerre mondiale, les Soviétiques utilisèrent le fort à nouveau comme prison durant plusieurs années. De 1948 à 1958, il fut occupé par une administration agricole.
En 1958, un musée fut créé à l'intérieur du Neuvième fort. La première exposition en 1959 présentait les crimes commis par les nazis en Lituanie. En 1960, la recherche, l'inventaire et la description des sites de massacres furent entrepris afin d'améliorer la connaissance de ces crimes, et d'en appréhender l'étendue.
Dans les chambres des déportés du convoi n° 73 du 15 mai 1944, l'inscription « Nous sommes 900 Français » a été relevée. Cela donnera plus tard lieu à un livre écrit par Ève Line Blum-Cherchevsky regroupant des témoignages des familles et des proches des déportés de ce convoi.

## Musée
Le musée du neuvième fort possède une collection d'artefacts historiques en relation avec les génocides et massacres nazis et soviétiques, ainsi que des objets liés à l'histoire de Kaunas et du fort.

Le mémorial aux victimes du fascisme dans le neuvième fort est une œuvre du sculpteur A. Ambraziunas. Érigé en 1984, le monument fait 32 mètres de haut. L'endroit où sont enterrées les victimes des massacres est une pelouse sur laquelle la phrase suivante a été écrite en plusieurs langues: 

« À cet endroit, les nazis et leur assistants ont tué plus de 30 000 juifs de Lituanie et d'autres pays européens. »